# Novo São Joaquim
Novo São Joaquim är en kommun i Brasilien.   Den ligger i delstaten Mato Grosso, i den centrala delen av landet, 600 km väster om huvudstaden Brasília. Antalet invånare är 6 043.
Omgivningarna runt Novo São Joaquim är huvudsakligen savann. Trakten runt Novo São Joaquim är nära nog obefolkad, med mindre än två invånare per kvadratkilometer.